# 中国近代史
中國近代史指中國近代的歷史，其具體時段，學界仍有分歧。中國大陸學者以晚清為始，中华人民共和国政府则明确以1840年鸦片战争为始，1949年中華人民共和國成立為終；臺灣和美國的學者以晚明為始，1912年中華民國建立為終，且与近代與現代緊密相關。

## 華人學者的觀點

1840年第一次鸦片战争

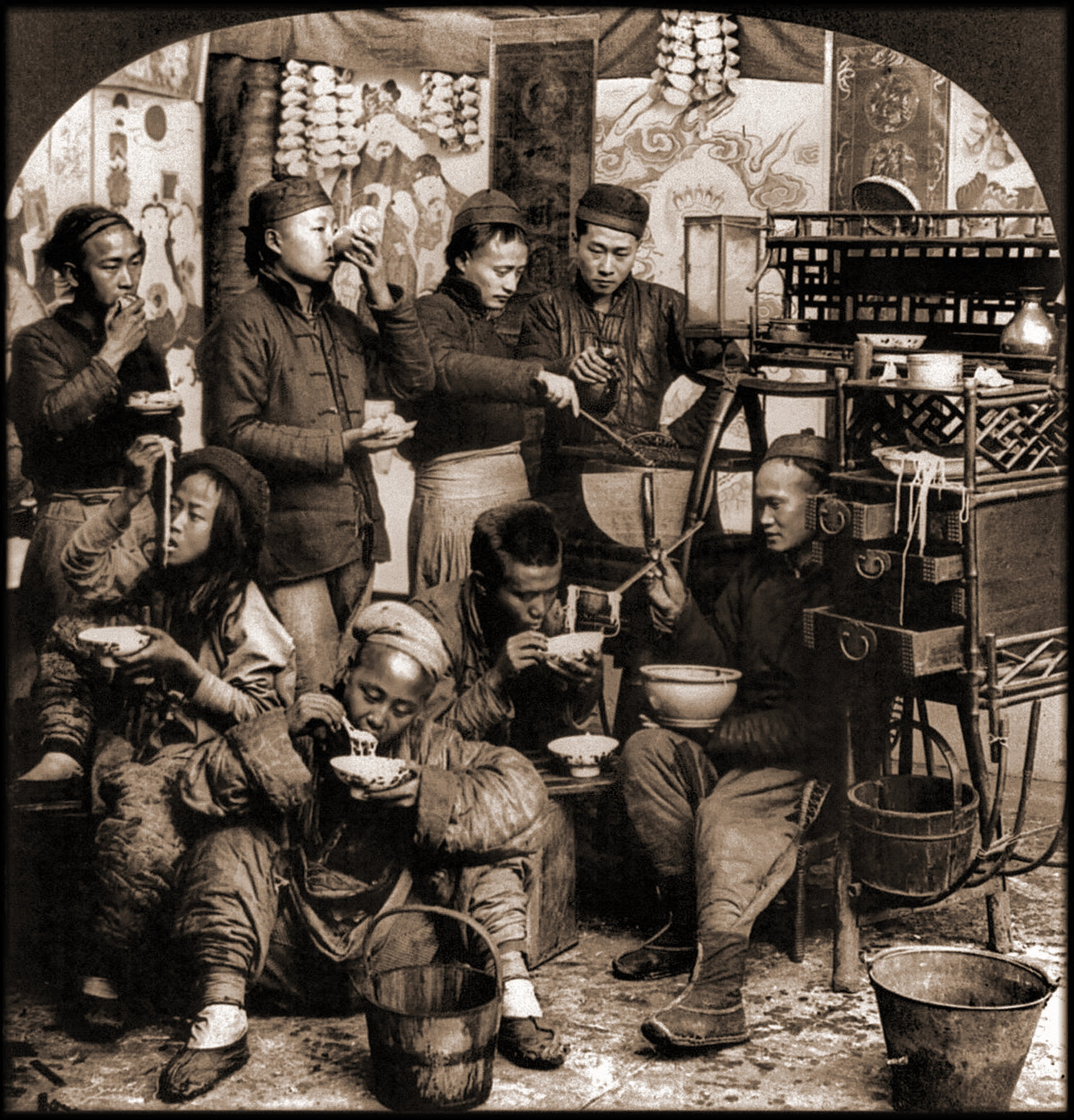
晚清的街頭照片

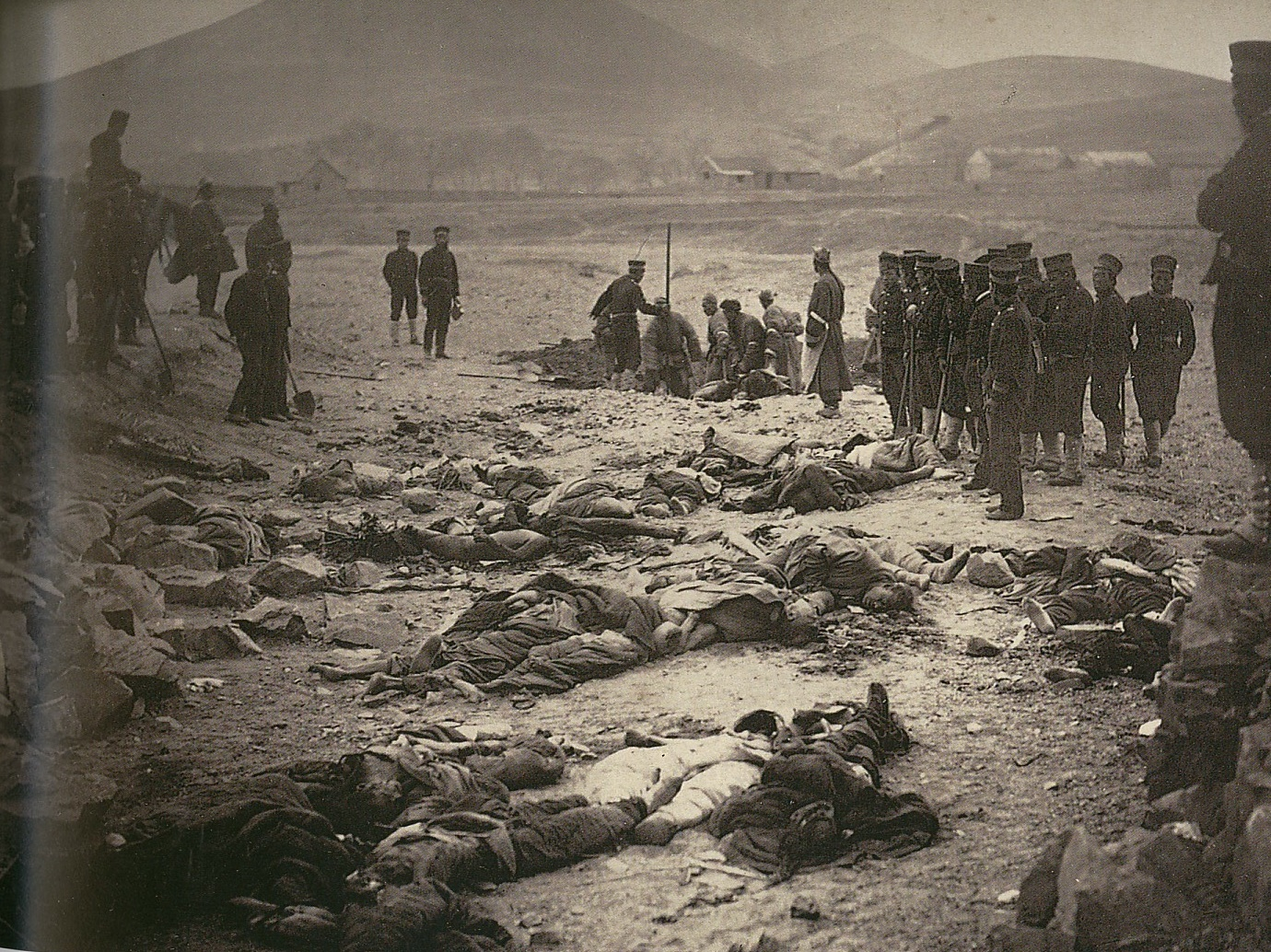
1894年甲午战争：日本摄影师龟井兹明拍摄的旅顺大屠杀

1900年八国联军之役

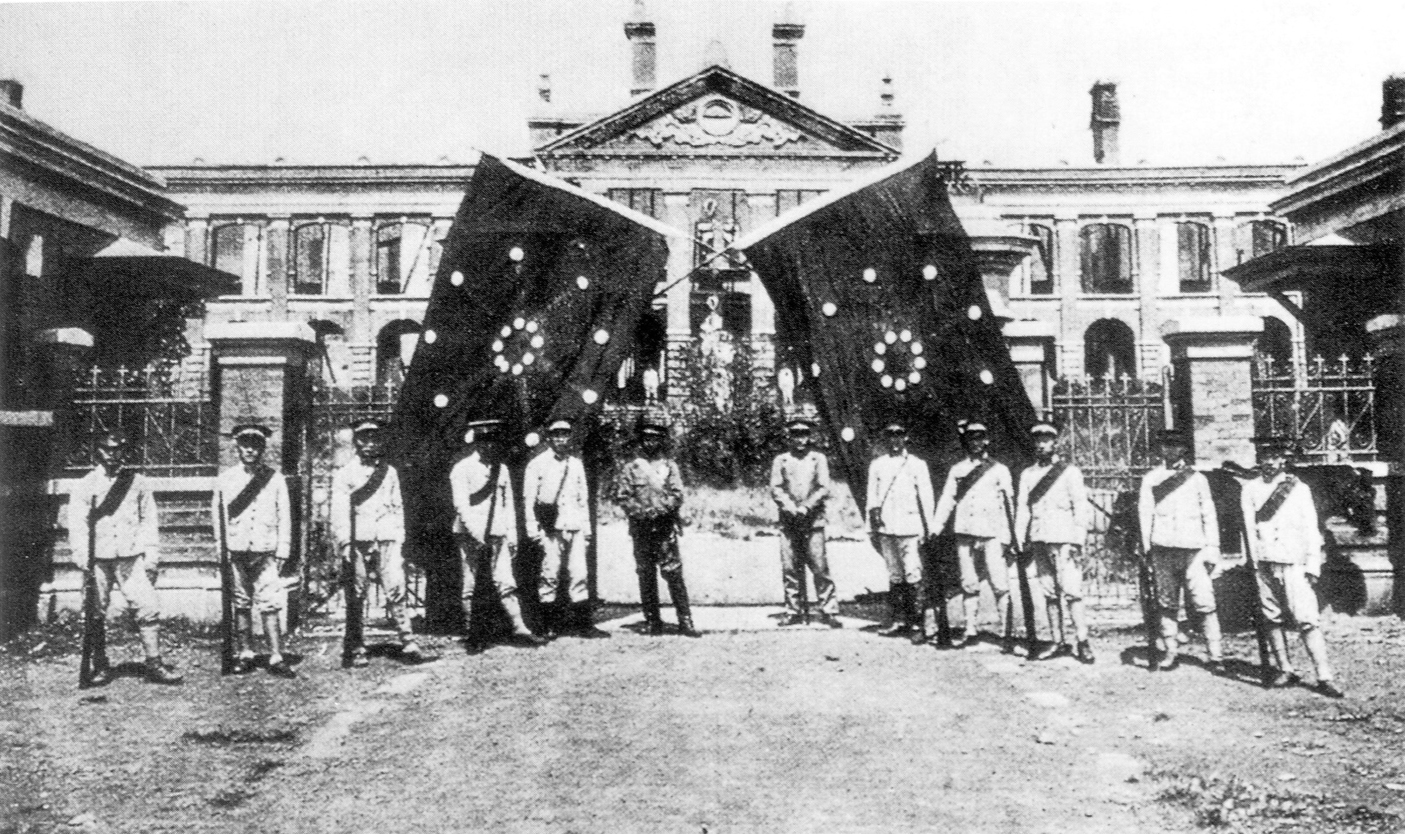
1911年湖北軍政府成立

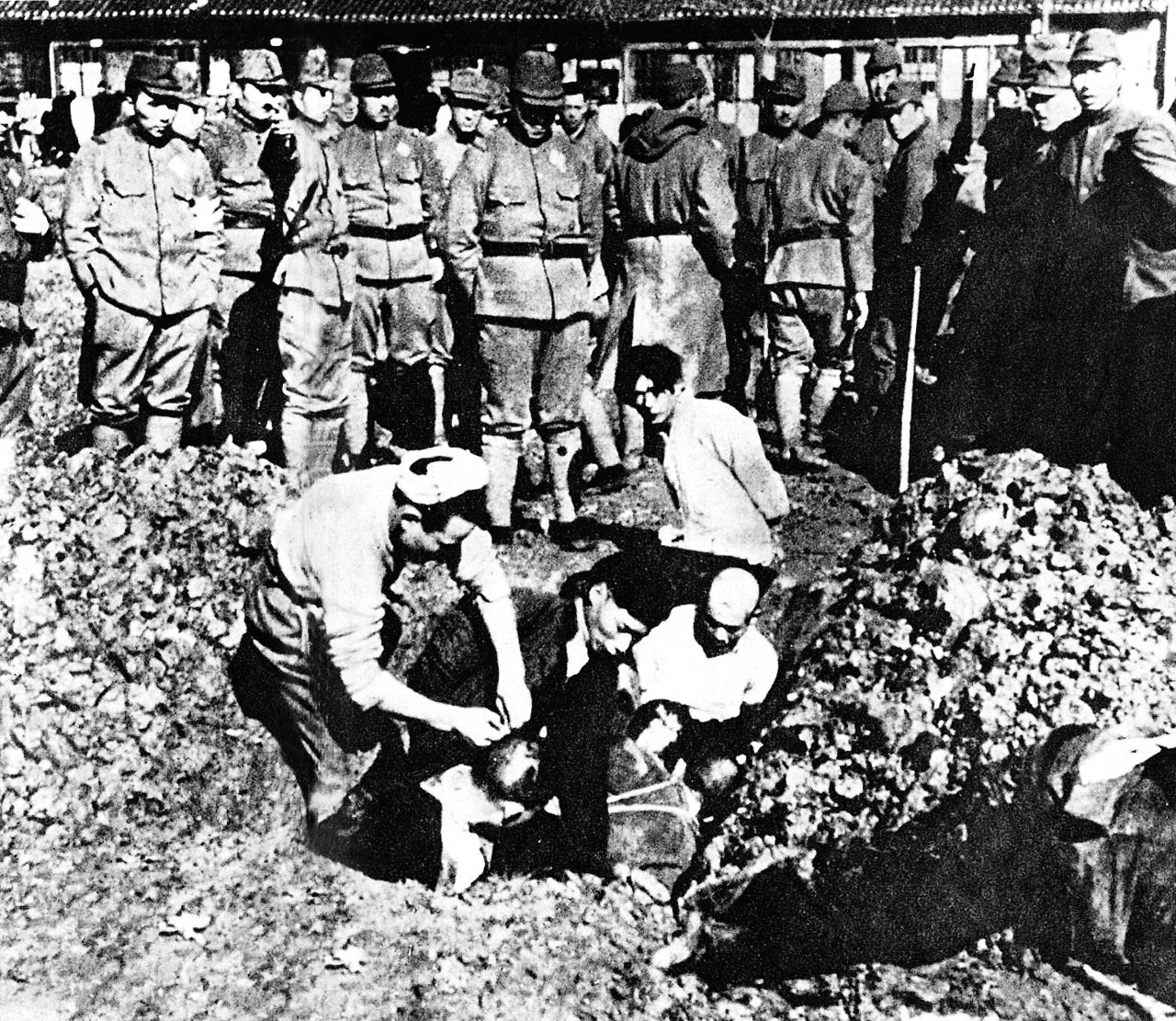
1937年南京大屠殺

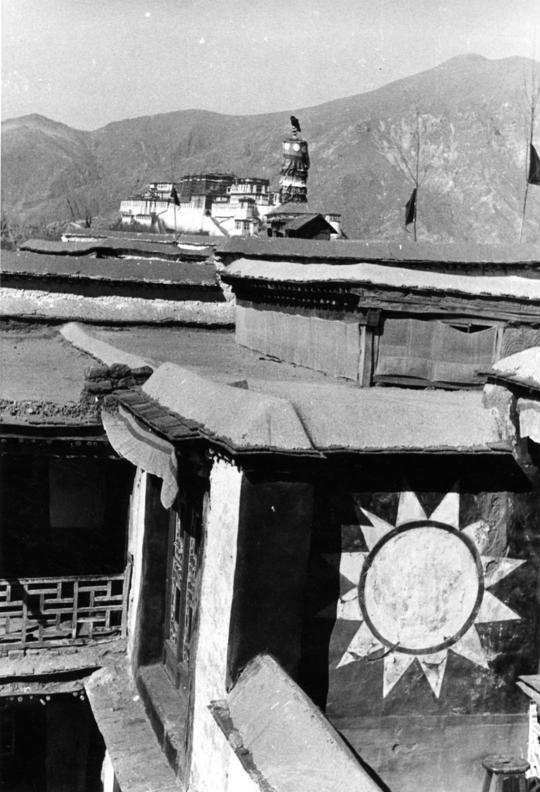
1938年國民黨旗在西藏

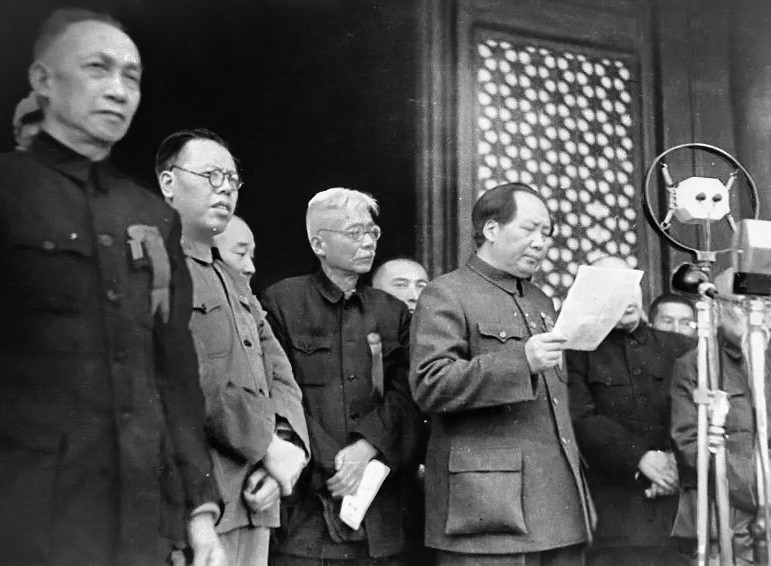
1949年中華人民共和國成立

吳大猷：這一次學術會議（近代中國初期歷史研討會），研究的對象是鴉片戰爭以前的中國，其時限從鴉片戰爭上溯至清初明末，約有兩百多年。這個時期的中國，一方面在社會經濟和學術思想上衍化更新，另一方面也已開始接受西方文化，但中西之間的文化衝突仍多。
李雲漢：上古、中古與近代的分際甚為明顯，近代與現代的時空背景則相連貫，精神與內涵亦相密接。
張玉法：中國現代史的起點……本書採取1911年的說法：其一，在政治上，辛亥革命掃除了兩千多年來的皇帝制度，打破了君主世襲的觀念。另一方面，辛亥革命使中國境內各民族一律平等，建立了現代的民族國家。
輔仁大學歷史系教授兼系主任林桶法認為，中國「近代」一詞伴隨沉重和屈辱，面臨外國侵略，國家民族存亡；多數日本人通常正面看待「近代」，聯想到明治時代:17。
唐德剛稱，20世紀初中共黨員自呼CP（西披），國民黨則叫KMT（老K），復興社員有時自稱CF，共青團員則自稱CY；只是歷史發展的一個偶然，只餘「中央俱樂部」自稱CC（西西）長留史冊:24。周恩來以共產黨員身分「跨黨」加入國民黨時，入黨介紹人是蔣介石，周恩來一直尊稱陳潔如為「蔣師母」:11。
博士生導師張鳴認為，以往中國人對於中國近代史有三種慣常態度:11。第一種是怨婦心態，凡事以哭鬧為主，就是覺得你們總欺負我們，你們從頭到尾都欺負我們，我們冤得要死，我們苦大仇深，比竇娥還冤；第二種是潑婦心態，凡事講打，打不過我撓：我要反抗，把整個近代史寫成僅僅是反抗的歷史，這個反抗的過程雖然可歌可泣，但畢竟沒打過甚麼勝仗，充其量就是撓人一把，還撓不到臉上；第三種是情婦心態：它跟前面兩種心態正相反，在它看來，殖民歷史也是好歷史，不殖民我們怎麼進步:11-12？今天我們應該怎樣看這段歷史：「又該怎樣去做？很顯然，我們需要冷靜地審視過去，不能再當怨婦、潑婦、情婦。冷靜地審視過去，然後去看待我們的未來，儘早學得聰明些，不要總在一個坑裡反覆折騰、反覆跌倒。如果我們不能很正確地看待這段歷史，就很難吸取教訓，很難避免過去的悲劇。我們必須從心理上走出我們的中世紀，才有前途，過去的輝煌歷史才有價值。」:17-18
中国大陆大学教科书《中国近现代史纲要》定义：中国近代史，是中国人民为救亡图存而英勇奋斗、不怕流血牺牲的历史，是全国各族人民在中国共产党领导下，进行艰苦卓绝的斗争，经过新民主主义革命，赢得民族独立、人民解放，建立中华人民共和国的历史。

### 近代的定義
“近代”一词，古已有之，表示“过去不远之时代”，如晋代葛洪的《抱朴子·汉过》中有“歷览前载，逮乎近代，道微俗弊，莫剧汉末也。”但现在所使用的“近代”概念有其特定的含義，指介於現代與古代之間的时期。以西洋歷史的發展來說，大約是以東羅馬帝國滅亡作為近代開始，同一時期西歐先後有文藝復興、地理大發現、宗教改革等重大事件，而後伴隨平等外交建立、主權國家觀念形成、民族主義萌芽、資本主義發展等情況來作為定義近代的標準。
“近代史”的概念从西方世界传入中国，其分期问题就一直存在，直到1980年代和1990年代，中国大陆的中国近代史学界基本确立从1839年虎门销烟到1949年中华人民共和国成立的分期方法。

### 上限
清末，“近代史”（当时也称“近世史”）的观念从西方传入中国，当时一般指的是从某一时期到所在时期并仍在发展的历史阶段，即未区分“近代史”与“现代史”，因此早期并不存在“近代史”下限的问题。如：梁启超将“乾隆末年至今”称为“近世史”；孟世杰在所著《中国最近世史》中将“近世史”的开端定于道光时期。
之后的学者对中国近代史的开端定义比较多样。有以欧洲近代起始为中国近代起始的，如郑鹤声认为“无论中西”，近代始于新航路发现；有从中欧交流为依据的，如郭廷以将开端放在16世纪初的葡人东来，吕思勉将其放于明代中叶的欧人东来，萧一山、李守孔、李方晨等将其放于明清之际的西人东来；如錢穆的《中国歷代政治得失》認為中國近代的開端定於明代，同時也是世界近代的起始。也有观点认为不应过于强调欧洲人的影响，当依据中国内部的变化划分，如孔復禮以1864年太平天國的滅亡為中國近代史的開端。
自欧洲近代史在明末开端到鸦片战争，虽然欧洲的近代进程对中国有所影响，但却是微乎其微的，因此多数研究者倾向于将中国近代史的研究上限定在清末。蒋廷黻与罗家伦等将开端定于鸦片战争，就是考虑到鸦片战争后欧洲的历史进程开始较为显著的影响中国。
1930年代、1940年代，由于救亡图存的社会现实，更多的学者开始反思百年国耻，并将近代史的上限定于1840年的鸦片战争，因为鸦片战争是帝国主义侵略中国的开端。
張鳴認為：「我們一般把1840年作為中國近代史的起點，但這種劃法今天已經受到了挑戰，許多人提出了質疑。他們認為，如果按照世界史的發展脈絡劃分，中國近代史的起點至少可以劃到明朝中葉。他們的理由是，畢竟那個時候中國已經和世界發生聯繫了，西方的傳教士已經進入中國，我們已經接受了西方的一些器物和文化。那為甚麼我們不能劃到那兒呢？這其實是西方的劃分方法，在十六、十七世紀，西方國家已經崛起了，因此我們所指的西方現代世界的起點肯定不是1840年。……以前中國內地教科書裡講，瓦特看著燒水的壺蓋兒被蒸汽頂起來，然後他就發明了蒸汽機。其實現在看看科技史就可以知道，蒸汽機不是像我們小時候看的那種神奇故事講的，坐在蘋果樹下冥思苦想，突然蘋果『砰』的一下砸腦袋上了，然後他就得出偉大發現了。其實這些發明或發現都要經歷一個很長的歷史過程。越早的、越是劃時代的發明，它孕育的時間可能就越長，因為那個時候人類還處在蒙昧時代或是蠻荒時代，所以那個時候的發明跟現在的相比，分量上是不一樣的。」:23-24

### 下限
在中国近代史的早期研究中，由于“中国近代史”与“中国现代史”观念不做区分，可以认为下限为“至今”。
1947年，范文澜的《中国近代史》在华北新华书店出版，该书中将旧民主主义革命时期和新民主主义革命时期都划作近代中国的历史时期，為近代史研究提出「四段論」：鴉片戰爭和太平天國運動乃第一階段，中法戰爭和中日戰爭為第二階段，戊戌變法和義和團運動為第三階段，辛亥革命和五四運動為第四階段:18。他認為第一階段包含反帝反封建兩個矛盾，以反封建矛盾為主；第二階段包括國內民族鬥爭和反帝兩個矛盾，而反帝矛盾突出；第三階段以反帝為主要矛盾；第四階段以反封建為主矛盾:18。
胡繩擔任過中國社會科學院院長，著有《帝國主義與中國政治》、《從鴉片戰爭到五四運動》，後一本書對於中國近代史研究影響深遠，一版再版:18。1954年，胡绳在《历史研究》创刊号上发表《中国近代历史的分期问题》一文，引起1950年代中国史学界对此的大讨论。文中将“中国近代史”限定在1840年到1919年之间，在讨论中得到了当时多数学者的认可。将1919年的五四运动作为“中国近代史”与“中国现代史”的明确分界，也即将旧民主主义革命时期的历史称作中国近代史。这一观点突出了无产阶级领导的新民主主义革命的重要性，可被视为当时官方及主流的观点。胡繩始終堅持他在探討中國近代史發展規律時所使用之馬克思主義基本原則和方法，堅持他在表述中國歷史發展規律時所提出之一系重要論斷:18。但当时也有其他观点，如范文澜、刘大年、荣孟源、李新、林敦奎等学者提出按照社会性质来划分历史时期，即中国近代史包括中国半殖民地半封建社会的1840年到1949年。
20世纪80年代前，中国大陆史学界曾长期将1840年至1919年的“中国近代史”与1919年至1949年的“中国现代史”分为两个学科，这体现在了教学、研究及著书等方面。
改革开放后，又一次出现了关于中国近代史和中国现代史分期问题的讨论，主张以“社会性质”界分历史时期的观点逐渐占据主流，主张以半殖民地半封建社会的1840年到1949年为中国近代史的呼声越来越高涨，并逐步成为官方及主流的观点。
1997年，胡绳提出将此前的分立的“中国近代史”及“中国现代史”合并研究，使之成为“一部完整的半殖民地半封建中国的历史”。
1999年，由中国社会科学院近代史研究所所长张海鹏主编的《中国近代史》读本出版，该书以1949年为下限。
经过多年讨论研究后，中国大陆近代史学界于1990年代，确定将中国近代史定为开始于1840年第一次鸦片战争至1949年中华人民共和国成立这一范围：从中国社会形态来说，鸦片战争是中国半殖民地半封建社会的开端，中华人民共和国的成立是半殖民地半封建社会的结束。
部分学者持其他观点，如辛灏年在《谁是新中国》一书认为中国近代史和现代史的分界是1911年辛亥革命。

### 大事记

#### 战争
根據美國專家依死亡人數排名，1816年至1965年間各戰爭中，前4名俱有100萬人以上死亡，分別是：第一次世界大戰、第二次世界大戰、1937年至1939年日本侵華戰爭、朝鮮戰爭:48。
- 1840年至1842年中英第一次鸦片战争，英国胜利，大清赔偿二千一百万銀圓并割让香港岛给英国。1842年，中國被迫签订不平等條約——南京條約[7]:55。
- 1850年至1864年太平天国起义。1851年3月，洪秀全即位「天王」，定國號為「太平天國」[7]:41。1864年7月19日，湘军攻陷天京，太平天國正式滅亡[7]:64。
- 1856年至1860年，英法联军之役，英法胜利。英法聯軍占領北京，咸豐皇帝出逃至熱河避暑山莊[7]:57。1858年6月，清政府與英國、法國、美國、俄國签订天津条约[7]:55；1860年，清政府與英國、法國、俄國簽訂北京条约[7]:57。赔款800万两及割让广东新安县（今香港界限街以南）的九龙司南端给英国、赔款800万两给法国。
- 1856年至1872年云南回变，被清军镇压。
- 1862年至1873年同治回亂，最终大清政府平定叛乱。
- 1877年，阿古柏逝世後，左宗棠收復除伊犁外新疆全境[7]:82。1881年，在曾紀澤與俄國交涉後，簽訂《彼得堡條約》，俄國交還伊犂，清朝巨額賠款，向俄國開放新疆全土[7]:82。
- 1883年至1885年清法戰爭。1883年雲貴總督岑毓英率12,000兵往越南，北寧失陷，奕訢下台，1884年5月停戰[7]:84。1884年6月諒山再戰；8月法國艦隊在福州馬尾擊潰南洋艦隊，破壞左宗棠創設之馬尾船政局；10月法軍進攻台灣，海上封鎖[7]:84。1885年2月法軍占領廣西鎮南關；3月法軍占領澎湖列島，馮子材擊潰法軍，占領諒山[7]:84。法国战术性胜利。1885年6月，李鴻章签订天津條約，正式承認順化條約，放棄清朝对越南的宗主權，認同法國為越南唯一保护國[7]:85。
- 1894年至1895年清日戰爭。1894年7月豐島海戰，8月平壤之戰，9月黃海海戰，10月旅順口之戰，日本胜利[7]:98。1895年1月，威海衛之戰；2月丁汝昌自殺，北洋艦隊投降；3月李鴻章抵下關，期間日本占領澎湖列島[7]:98。1895年4月17日，李鴻章與伊藤博文和陸奧宗光簽訂馬關條約，清朝承認朝鮮為「完整的獨立自主國」，割让遼東半島、台湾及澎湖列島给日本，赔款2亿两白银（之後追加3千萬両白銀贖回遼東半島），開放重慶、蘇州、杭州等口岸[7]:100。
- 1900年八國聯軍之役，8月15日聯軍攻陷北京[7]:129。9月14日，清政府下令鎮壓義和團[7]:130。1901年9月，正式签订辛丑條約，清政府必須向列強支付9亿8千万两（庚子赔款），分39年還清，允許外國軍隊在北京公使館區域外駐紮及山海關要地駐兵[7]:130。清朝以商業稅維持運作，地方稅金交給中央後剩下是地方使用，戰爭等費用須由皇帝個人財富支付；但末期各地不向中央納稅，因為中央政府沒有財源建設鐵路，所以鐵路權利全都歸外國所有[18]:96-97。
- 1911年至1912年辛亥革命爆發。1911年10月10日，武昌起義爆發[7]:168-169。1912年1月1日，孫中山在南京宣布中華民國成立，任臨時大總統[7]:170；2月12日，宣統帝宣布退位，清朝滅亡[7]:171。歷史證明，清王朝覆滅既非統治者「自己交出政權」，也非立憲派上書請願造成，而是革命民主派反清武裝鬥爭所致[19]:92。革命黨人沒有高舉反帝反傳統旗幟，未提出「耕者有其田」動員農民投入；各地革命黨人壓制鬥爭和大量解散民軍，挫傷積極性和群眾基礎[19]:98。
- 1913年至1916年國民黨二次革命失利。1915年12月12日，大總統袁世凱宣布將新王朝定名為中華帝國，定年號為洪憲[7]:199-200。同月護國戰爭爆發，雲南、廣西、貴州、廣東、浙江先後獨立[7]:202-203；1916年3月22日，袁世凱宣布廢除中華帝國[7]:203。革命運動的成敗，主要取決於鬥爭雙方的力量對比；次殖民地的大清帝國不利民主革命運動，帝國主義和地方傳統勢力較強，革命民主派及其物質力量較弱[19]:96。當時中國資產階級「異常軟弱」，缺乏18世紀法國資產階級的力量和性格[19]:98。孫統一戰線之工具性概念成形，是毛澤東審慎務實主義之前兆；毛澤東曾痛批教條「比大便更不如」，只肯保留馬列主義有用之部分[20]:357。
- 1917年至1924年張勳復辟失敗後，段祺瑞成為北洋政府的實際掌權者，南北對立繼而引發護法之役，各地軍閥混戰時期開始。
- 1925年至1928年孫中山病逝，國民革命軍東征後國民政府成立，國民革命軍展開國民革命軍北伐，北洋政府瓦解，國民政府完成形式上的中國統一。
- 1927年至1937年第一次国共内战爆發。蔣中正於中原大戰中勝利，取得國家最高領導權，閻、馮等相繼下野，結束長達十多年的軍閥混戰時期。關東軍乘張學良於中原大戰中率軍入山海關援蔣，發動九一八事變及一·二八事變占領東三省全境。
- 1937年至1945年因西安事變和七七事变，國共兩黨停戰。八年的中国抗日战争正式开始，最終中華民国胜利，日本無條件投降。
- 1945年至1950年第二次国共内战，中国共产党胜利與控制中國大陸及绝大多数沿海島嶼，中華人民共和國成立；中華民國政府退往台灣地區，双方对领土均有主张，双方相隔台灣海峽呈分立分治的局面。

#### 天灾人祸
- 1850年西昌地震（四川省西昌的一场7.5级地震，压毙20,652人[21]）
- 1850年至1864年太平天国运动（中国历史上规模最大的战争，总计伤亡人数无定论，各种统计从1000万至7000万人失踪，移民，死亡或受伤）
- 1862年至1873年同治陕甘回乱（中国西北地区的一场大规模回民动乱，期间陕甘地区回汉族群之间存在大量残酷地屠杀行为，据统计，陕甘两省共损失人口总数2000万人[22]）
- 1864年湘军南京屠城（曾国藩弟曾国荃率湘军攻破当时的太平天国首都天京（今南京市）后开始纵火杀掠，屠杀平民，总计死者约二、三十万人。[23][24][25][26][27][28]）
- 1875年至1878年丁戊奇荒（特大旱灾饥荒，主要在河南、山西、陕西、直隶、山东，尤以山西最严重，太原府100万人死95万。总死亡数计950万-2000万不等[29][30]）
- 1879年武都地震（甘肃省武都城（今甘肃省陇南市武都区）发生8级地震，此次地震造成巨大破坏，导致大约22000人死亡[31]。
- 1887年黄河决口（河南省郑州下汛十堡（今惠济区花园口镇石桥村）发生黄河决口[32]，致使200多万（一说93万；一说最保守估计150万；一说700万）人罹难）
- 1894年旅順大屠殺（甲午战争期间日本军攻陷旅顺，对城内进行4天3夜的抢劫、屠杀和强奸，超过二万人遇害[33][34]）
- 1895年至1896年乙未河湟事变（青海省、甘肃省穆斯林民族发动反清起义，结果被忠于清朝政府的穆斯林击溃，大约100,000人在此乱中死亡）
- 1900年太原教案（义和团针对基督徒和传教士的屠杀事件。中国内地会的刊物记载说，在山西省北部共有15,000到20,000名本地信徒被杀害[35]）
- 1910－1911年東北鼠疫（清朝的一场鼠疫，波及69个县，共死亡6万余人[36][37]）
- 1920年海原大地震（甘肃省海原县（今宁夏回族自治区海原县）的一场8.5级地震，约有234,117到273,400人死亡[38]）
- 1922年汕頭颱風（汕头市出现强烈台风，造成6万到10万人死亡[39]）
- 1927年古浪大地震（甘肃省古浪县的一场7.6级强烈地震，死亡4万余人[40]）
- 1928年民国十八年年馑（这场灾荒导致了中国陕西、河南、甘肃多达数百万人丧生。民国十七年(1928年)，甘肃歉收。民国十八年年初的干旱加上年末的暴雪，导致民国十八年颗粒无收。民国十九年(1930年)夏季，飞蝗蔽日，把田地里的禾苗全部吃光。民国二十年(1931年)，霍乱把幸存者也传染至死。陕西省人口锐减三分之一）
- 1931年江淮水災（中国的几条主要河流如长江、珠江、黄河、淮河等都发生非常巨大的洪水[41]，官方报告死亡人数估计200万人[42]）
- 1937年南京大屠殺（日军占领中華民國首都南京，对当地军民展开长达六周的大屠杀，超过30万人被杀害[43]）
- 1942年河南饥荒（河南省发生大旱灾，夏秋两季大部绝收，據當時的國民政府統計，這一年總共造成了360萬老百姓餓死）
- 1943年厂窖惨案（侵华日军在湖南省洞庭湖区的南县厂窖镇屠杀了三万余中国平民百姓，强奸当地妇女两千多人）

## 其他學者的觀點
國際基督教大學教授、歷史學家菊池秀明認為，洪秀全、孫中山以及孫的後繼者蔣介石，皆是由中國南方出發北伐；毛澤東由中國南方農村根據地出發到黃土高原盡頭的延安，一路為新時代播種；近代中國是中國史上继明朝之后的又一次由南方開始復興之路的時代；復興中華的嘗試與苦難，重振於不斷的挫折與失敗，為生活在不透明時代的我們帶來勇氣:30。耶和華和耶穌降臨中國化而成拜上帝會，20世紀中國馬克思主義中國化而成毛澤東主義:64。變法運動是中國以外國為模範，初次嘗試全面社會改革，以知識分子為主，缺乏大眾基礎，改革內容薄弱，掀起宮廷權力鬥爭:116。1905年5月之抵制美貨運動，使中國首次在「救助海外同胞」之目標下團結一致，知識分子在變法運動中探索、民眾在義和團運動中展現之民族主義顯現；在後來的中國民族主義運動中，學生等知識分子繼承、延續呼籲「聯合抵制」運動:136。外國人接觸過袁世凱，稱其記性好、有觀察力，充滿敏鋭好奇心:178。魯迅主張，無論外在如何變化，「吃人」社會的體制及群眾心理不改變，國將無未來可言:224。不管孫中山有多少缺點、結果未臻完全，事實是要有孫中山，中國近代史才能成立:259。魯迅生前曾對內山完造稱：「世上本無路，走得人多了，也就成了路。」:387
史景遷：我的敘事起自1600年，因為我認為唯有從這個時間點啟始，才能認清中國當前問題的緣由，以及中國人可以訴諸哪些知識、經濟與情感上的資源來解決問題。藉由把這一故事命名為《追尋現代中國》，我個人衷心盼望能夠彰顯以下幾點旨趣。（略）